# A Kind of Magic
«A Kind of Magic» (укр. «Якесь чарівництво») — дванадцятий студійний альбом британського рок-гурту «Queen», що вийшов 3 червня 1986 року на «EMI Records» у Великій Британії і на «Capitol Records» в США. Це перший студійний альбом, записаний в цифровому форматі, він був оснований на саундтреці до фільму «Горець», першого у серії режисера Рассела Малкехі. «A Kind of Magic» був першим альбомом «Queen», який вийшов відтоді, як вони отримали визнання за свій виступ на концерті «Live Aid» 1985 року. Альбом став безпосереднім хітом у Великій Британії, він відразу став «номером один», було продано 100 000 копій в перший тиждень. Він залишався в британських чартах протягом 63 тижнів, його продажі склали близько шести мільйонів копій в усьому світі (600 000 тільки у Великій Британії). Альбом дав чотири хітових сингли: заголовний трек альбому «A Kind of Magic», «One Vision», «Friends Will Be Friends», і «Who Wants to Live Forever», в якому грав оркестр під управлінням Майкла Кеймена, тоді як останній трек «Pain Is So Close to Pleasure» — це тематична пісня для «Горця».
Хоча «Queen» випустили ще два альбоми з Фредді Мерк'юрі (виключаючи посмертні релізи), «A Kind of Magic» виявиться останнім альбомом гурту, що просувався з концертним туром, через встановлення діагнозу ВІЛ у Мерк'юрі наступного року, який згодом викликав його смерть у 1991 році. Вперше у своїй кар'єрі гурт дозволив знімати себе, перебуваючи у студії звукозапису. Відеокліп «One Vision» показує учасників гурту під час різних етапів написання і запису пісні.

## «A Kind of Magic»і«Горець»
Альбом має статус неофіційного саундтреку до фільму «Горець» 1986 року (до якого не виходив офіційний саундтрек). Назва, «A Kind of Magic» («Якесь чарівництво»), походить від однієї з фраз персонажу фільму Коннора Маклеода (зігра актор Кристофер Ламберт), яку він казав, щоб описати його безсмертя. Шість з дев'яти пісень з альбому з'явилися у фільмі, хоча і в різних варіантах. Три пісні, які не з'явилися в «Горці», — це «Pain Is So Close to Pleasure», «Friends Will Be Friends» і «One Vision» (яка була представлена за рік до цього у фільмі «Залізний орел»). І навпаки, запис «Theme from New York, New York», зроблений спеціально для сцени в «Горці», не з'явився у «A Kind of Magic», і, насправді, ніколи не виходив в альбомній формі на сьогодні. Згідно із заявою Браяна Мея на DVD «Greatest Video Hits 2» (2003), принаймні, на той момент у нього був намір працювати над відповідним саундтреком до «Горця» в майбутньому. В одній зі сцен фільму фрагмент «Hammer to Fall» грає по радіо, пісні з раніше виданого альбому «The Works».

## Композиції

### Сторона «А»
One Vision
Після участі «Queen» на концерті «Live Aid», Фредді Мерк'юрі був в захваті від гурту і подзвонив їм, щоб піти в студію писати разом пісні, готовим продуктом цього стала «One Vision». Авторами пісні названо усіх чотирьох членів гурту, втім Роджер Тейлор стверджував в інтерв'ю австраліському телебаченню, що спочатку пісня була його, з серйозними словами про таких людей як Мартін Лютер Кінг, але пожартував, що «той паскуда Фредді» замінив усі його слова, додавши «one shrimp, one prawn, one clam, one chicken» («один рачок, одна креветка, одне курча») і навіть всунув туди Джона Дікона. Браян Мей зіграв вступну синтезаторну секцію за допомогою «Yamaha DX-7». Сесії були зняті, а потім вийшли на DVD-збірці «Greatest Video Hits 2» 2003 року. Пісня не з'явилася в «Горці», але була використана у фільмі «Залізний орел» 1986 року.
A Kind of Magic
«A Kind of Magic» написав Тейлором. Він визнав, що записав деякі тексти пісень, які виявилися основою як для «One Vision», так і для «A Kind of Magic», що стало очевидним завдяки демо-запису пісні, який вперше з'явився на бонус-EP «Universal» 2011 року, у ньому змішуються деякі тексти пісень. Пізніше, без відома Тейлора, який був в США протягом декількох днів, Мерк'юрі взяв його, «відшліфував» лірику, додав бас-лінію, дещо з'єднав і переаранжував структуру. Попри це, нова, більш поп-орієнтовану версію, як і раніше зараховано Тейлору. Саме до створення цієї версії, представленої на альбомі й виданої у вигляді синглу, залучили додаткового музиканта з концертних виступів гурту Спайка Едні, що грав деякі клавішні. Більш «важка» та «рокова» альтернативна версія, що теж дебютувала на бонусному EP «Universal» 2011 року, звучала в кінці фільму «Горець», коли йшли кадри із іменами авторів кінострічки. 1988 року співачка Елейн Пейдж випустила кавер-версію до пісні, яка увійшла до її альбому під назвою «The Queen Album». «The Kind of Magic» — це технічно перший справжній трек з назвою альбому в дискографії гурту, хоча пісня «Sheer Heart Attack», яка з'явилася у «News of the World», була написана для альбому з такою ж назвою, і пісні «Play the Game» і «More of That Jazz» були з варіаціями назви до їхніх відповідних альбомів.
One Year of Love
«One Year of Love» — це пісня Дікона. В альбомній версії представлено його гру на синтезаторі «Yamaha DX7», струнний оркестр під керуванням Лінтона Нейффа і саксофонну гру Стіва Грегорі. Дікон вирішив замінити компоненти гітари на саксофонне соло після обговорення з Меєм, який не з'являється у пісні. Вона вийшла як сингл тільки у Франції та Іспанії і з'являється під час барної сцени в «Горці». До пісні також вийшла кавер-версія Елейн Пейдж у 1986 році, а потім голландської співачки Стіві Енн у 2006 році.
Pain Is So Close to Pleasure
Створення «Pain Is So Close to Pleasure» почалося від ідеї рифу Мея. Потім Дікон і Мерк'юрі перетворили це в пісню в стилі «мотаун», з Діконом, граючим на ритм-гітарі. Трохи реміксована і перероблена версія вийшла як сингл у 1986 році, який досяг №26 в голландських чартах. Назва пісні також з'являється як рядок в «One Year of Love». Це було одним з останніх разів, коли Мерк'юрі повністю заспівав пісню «Queen» у фальцеті.
Friends Will Be Friends
«Friends Will Be Friends» склали Мерк'юрі і Дікон, з лірикою, написаною Мерк'юрі (що підтвердив Мей на своєму сайті). Це одна з останніх рояльних балад Мерк'юрі, і в деякому сенсі це музична схожість зі старим матеріалом «Queen», таким як «Play the Game» і «We Are the Champions». Це ще одна пісня, не представлена в «Горці». Пісня була відзначена як сучасне оновлення рок-гімнів «Queen» 1970-х років «We Are the Champions» і «We Will Rock You», вона досягла №14 у чарті Великої Британії. Під час «The Magic Tour» пісню виконували між «We Will Rock You» і «We Are The Champions», традиційними фінальними піснями концертних виступів «Queen».

### Сторона «Б»
Who Wants to Live Forever
«Who Wants to Live Forever» склав Мей і її співають в альбомній версії як дует між ним і Мерк'юрі. Партії синтезатору виконував на «Yamaha DX-7» Мей, оркестр організував і керував ним Майкл Кеймен. Дікон не брав участі, Тейлор зіграв кілька партій драм-машини і надав бек-вокал. Виконання перкусії взяв на себе оркестр, також як і басу (у цьому випадку контрабасом), попри те, що Тейлор і Дікон відповідно імітували гру партій цих інструментів у відео. Пісня являє собою чимось на кшталт «теми кохання» в «Горці», вводячи у фільм додатковий сюжет (у фільмі Мерк'юрі співає перший куплет на відміну від альбому, в якому початкові слова співає Мей)
Gimme the Prize (Kurgan's Theme)
«Gimme the Prize» написав Мей. Ця пісня представлена у «Горці», вона також містить семпли різних рядків з фільму, насамперед «Мені є, що сказати: краще згоріти, ніж зникнути» і «Там може бути тільки один», у яких говорять актори Кленсі Браун (Курган) і Кристофер Ламберт (Коннор Маклеод) відповідно. Режисер Рассел Малкехі заявляв в коментарі до DVD, що це була його найменш улюблена з пісень гурту, які використовуються у фільмі, тому що він не любить хеві-метал. Мей також прокоментував (в японському журналі у 1986 році), що і Мерк'юрі, і Дікон ненавиділи цю пісню.
Don't Lose Your Head
«Don't Lose Your Head» склав Тейлор і вона містить вокальне камео Джоан Арматрейдінг. Пісня бере свою назву від рядка розмови у «Горці», і грає протягом короткого часу, коли Курган викрадає Бренду. Потім пісня переходить в кавер-версію «Theme from New York, New York», виконується її невеликий відрізок. Пісня також була представлена в епізоді телесеріалу «Горець» під назвою «Вільне падіння». Інструментальна версія треку під назвою «A Dozen Red Roses for My Darling» була представлена як Б-сторона синглу «A Kind of Magic».
Princes of the Universe
«Princes of the Universe» є лейтмотивом фільму, це єдина пісня альбому, автором якої вказано тільки Мерк'юрі. Це досить складний і «важкий» твір, який демонструє «Queen», що повернулися до свого коріння хард-року і хеві-металу. Пісня відтворюється в перших кадрах «Горця». У відеокліпі до пісні використовуються кадри та декорації з фільму, а зображено епізод з Кристофером Ламбертом, який бореться з Мерк'юрі на даху студії «Silvercup», яка була місцем з фільму. Назва пісні походить від оригінальної робочої назви фільму.

## Сингли
- Першим синглом, який вийшов задовго до випуску альбому, стала пісня «One Vision», яка вийщла у Великій Британії 4 листопада 1985 року, це була перша пісня після дуже-«гучної», появи гурту на концерті «Live Aid». Пісня добре відзначилася у чартах, досягнувши №7 у Великій Британії і зайнявши першу десятку по всій Європі. Вона також з'явилася у фільмі «Залізний орел».
- «A Kind of Magic», вийшла як сингл у Великій Британії 17 березня 1986 року, досягла № 3 у британському чарті. У той час як пісня скрізь добре відзначилась у чартах, в США вона досягла №42 і грала на радіо переважно в Новій Англії (за аналогією з першим синглом гурту «Keep Yourself Alive»). Рассел Малкехі, режисер «Горця», режесував супровідне відео пісні.
- «Friends Will Be Friends», вийшла як сингл 9 червня 1986 року, досягла №14 у Великій Британії та потрапила до «топ-40» по всій Європі.
- «Who Wants to Live Forever», вийшла як сингл 15 вересня 1986 року, досягла №24 у Великій Британії. У відео до пісні представлені Національний філармонічний оркестр разом з хором із 40-ка хлопчиків та дві тисячі свічок.
- «Pain Is So Close to Pleasure», вийшла як сингл лише в США та в деяких країнах Європи.
- «One Year of Love», вийшла як сингл лише у Франції та Іспанії.
- «Princes of the Universe», ніколи не випускалася як сингл у Великій Британії. Проте, вона вийшла як сингл в Австралії, ставши «середнім» хітом, досягнувши №28 навесні 1986 року. В США пісня стала культовим фаворитом через її появу в «Горці». Вона також використовувалася як тематична музика для телесеріалу «Горець», який випускався після фільму у 1992—1998 роках. Музичне відео демонструвало Кристофера Ламберта та гурт на знімальному майданчику фільму і кадри з нього. Пісня також з'явилася у збірці «Greatest Hits III».[11] Вона вийшла як сингл в Нідерландах 28 лютого 2000 року.

## Відгуки критиків
Критична реакція на «A Kind of Magic» була змішаною. «Rolling Stone» назвав альбом «важкою пластмасою» і зробив висновок: «Цей гурт міг би вставити у свій рок трішки помпи. Його члени ніколи не виростуть до статечних старих урядовців». «The Times» описали альбом як один з «найбільш вражаюче-успішних релізів цього року», але поставили під сумнів його привабливість, запитавши: «чому це не поширюється на тих з нас, хто отримує записи для огляду?». «People Weekly» написав: «Навряд чи в цьому альбомі знайдеться хоча б якесь вираження особистості, не кажучи вже про глибоке... Цей гурт може приголомшувати. Цього разу вони тільки бундючаться». Пол Гендерсон із «Kerrang!» задавався питанням «наскільки цей альбом справжній „Queen“, а наскільки він є результатом обмежень/музичних нав'язувань, накладених на них тією обставиною, що вони пишуть для кіно», і зробив висновок, що «лише гурт величини „Queen“ (...) міг видати альбом настільки різних пісень, не розчарувавши значну частку своїх фанів».
У ретроспективному огляді «AllMusic» писалося: «Можливо, це було не так цілісно, як деякі з їхніх інших альбомів, але „A Kind of Magic“ був їх найкращою роботою за деякий час». Біограф «Queen», Марк Блейк, писав: «Неясне походження альбому призвело до дещо неоднозначних відчуттів від прослуховування... тільки титульно скорочена і „Who Wants to Live Forever“ були піснями, які пережили б природний термін придатності альбому. Як і всі записи „Queen“ з часів „Jazz“, альбом A Kind of Magic був "середнім" альбомом, вміло заряджений двома або трьома потенційними синглами-хітами».
«Книга рекордів Гіннеса» 1994 року видання дала «A Kind of Magic» №171 серед найкращих рок- і поп-альбомів всіх часів у списку «Топ-1000 альбомів всіх часів». В 2006 року національне опитування «BBC» показало, що альбом визнаний 42-м найкращим альбомом всіх часів. У 2007 році «Classic Rock» дав «A Kind of Magic» 28-е місце серед найкращих саундтрекових альбомів всіх часів.

## Список пісень
| Сторона «А» | Сторона «А»                    | Сторона «А»                                           | Сторона «А»     | Сторона «А» |
| #           | Назва                          | Автор                                                 | Вокал           | Тривалість  |
| ----------- | ------------------------------ | ----------------------------------------------------- | --------------- | ----------- |
| 1.          | «One Vision»                   | Фредді Мерк'юрі, Браян Мей, Роджер Тейлор, Джон Дікон | Фредді Мерк'юрі | 5:10        |
| 2.          | «A Kind of Magic»              | Роджер Тейлор                                         | Фредді Мерк'юрі | 4:24        |
| 3.          | «One Year of Love»             | Джон Дікон                                            | Фредді Мерк'юрі | 4:26        |
| 4.          | «Pain Is So Close to Pleasure» | Фредді Мерк'юрі, Джон Дікон                           | Фредді Мерк'юрі | 4:21        |
| 5.          | «Friends Will Be Friends»      | Фредді Мерк'юрі, Джон Дікон                           | Фредді Мерк'юрі | 4:07        |

| Сторона «Б» | Сторона «Б»                        | Сторона «Б»     | Сторона «Б»                | Сторона «Б» |
| #           | Назва                              | Автор           | Вокал                      | Тривалість  |
| ----------- | ---------------------------------- | --------------- | -------------------------- | ----------- |
| 6.          | «Who Wants to Live Forever»        | Браян Мей       | Фредді Мерк'юрі, Браян Мей | 5:15        |
| 7.          | «Gimme the Prize (Kurgan's Theme)» | Браян Мей       | Фредді Мерк'юрі            | 4:34        |
| 8.          | «Don't Lose Your Head»             | Роджер Тейлор   | Фредді Мерк'юрі            | 4:38        |
| 9.          | «Princes of the Universe»          | Фредді Мерк'юрі | Фредді Мерк'юрі            | 3:32        |

| 1986 «EMI» CD бонус-треки | 1986 «EMI» CD бонус-треки                                       | 1986 «EMI» CD бонус-треки   | 1986 «EMI» CD бонус-треки |
| #                         | Назва                                                           | Автор                       | Тривалість                |
| ------------------------- | --------------------------------------------------------------- | --------------------------- | ------------------------- |
| 10.                       | «A Kind of 'A Kind of Magic' »                                  | Роджер Тейлор               | 3:38                      |
| 11.                       | «Friends Will Be Friends Will Be Friends...»                    | Фредді Мерк'юрі, Джон Дікон | 5:58                      |
| 12.                       | «Forever» (версія пісні «Who Wants to Live Forever» на піаніно) | Браян Мей                   | 3:20                      |

| 1991 «Hollywood Records» CD бонус-треки | 1991 «Hollywood Records» CD бонус-треки | 1991 «Hollywood Records» CD бонус-треки |
| #                                       | Назва                                   | Тривалість                              |
| --------------------------------------- | --------------------------------------- | --------------------------------------- |
| 10.                                     | «Forever»                               | 3:20                                    |
| 11.                                     | «One Vision» (розширена версія)         | 6:23                                    |

| 2011 бонус EP | 2011 бонус EP                                           | 2011 бонус EP |
| #             | Назва                                                   | Тривалість    |
| ------------- | ------------------------------------------------------- | ------------- |
| 1.            | «A Kind of Magic» (версія з фільму «Горець»)            | 4:22          |
| 2.            | «One Vision» (сингл-версія)                             | 4:00          |
| 3.            | «Pain Is So Close to Pleasure» (сингл-ремікс)           | 3:57          |
| 4.            | «Forever» (версія на піаніно)                           | 3:20          |
| 5.            | «A Kind of Vision» (демо, серпень 1985)                 | 3:23          |
| 6.            | «One Vision» (виступ на Wembley Stadium, 11 липня 1986) | 5:12          |
| 7.            | «Friends Will Be Friends Will Be Friends»               | 5:59          |

| 2011 iTunes делюкс-видання бонус-відео | 2011 iTunes делюкс-видання бонус-відео                               | 2011 iTunes делюкс-видання бонус-відео |
| #                                      | Назва                                                                | Тривалість                             |
| -------------------------------------- | -------------------------------------------------------------------- | -------------------------------------- |
| 8.                                     | «One Vision» (розширене промо-відео, 1985)                           |                                        |
| 9.                                     | «Princes of the Universe» (промо-відео, 1986)                        |                                        |
| 10.                                    | «A Kind of Magic» (виступ на Wembley Stadium, Лондон, 11 липня 1986) |                                        |

## Кліпи до альбому
1. «One Vision» — знято в 1985 році австрійцями Руді Долезалом і Хансом Роззахером в мюнхенській студії звукозапису «Musicland Studios». Оператори просто знімали процес написання, оформлення і запису пісні, а потім змонтували кліп «One Vision». Повна версія цього знімання вийшла на DVD «Greatest Video Hits 2». Існує також подовжена версія «One Vision Extended» і варіант зі вставками кадрів з фільму «Залізний орел».
2. «A Kind of Magic» — постановка Рассела Малкехі, кліп перетворився на фільм. Фредді у вигляді примари приходить в будівлю занедбаного театру, де колись він був зіркою. Тепер там живуть бездомні: Джон, Браян і Роджер. Він на час перетворює їх на справжніх музикантів, а приміщення — в концертний зал. Згодом він іде, і все повертається на свої місця. Використано прийоми комп'ютерної графіки.
3. «Friends Will Be Friends» — повернення до класичного кліпу зразка 1970-х, коли вся дія відбувалася на сцені. «Friends Will Be Friends» — імітація концертного виступу в невеликому залі. В зніманні задіяли 800 членів фан-клубу «Queen».
4. «Who Wants to Live Forever» — кліп за участю оркестру. Музиканти виступають у невластивому їм дусі: Фредді в смокінгу, Джон Дікон грає на контрабасі, Роджер сидить за оркестровою установкою, а Браян починає пісню на органі. Постановку Девіда Маллета виконали у будівлі тютюнового складу, оформленого під зал філармонії.
5. «Princes of the Universe» — кліп Рассела Малкехі, відзнятий в США. У відеоряд включені кадри з фільму «Горець», для якого і писалася пісня. У вступі зіграв Кристофер Ламберт, виконавець головної ролі в самому фільмі. В «Princes of the Universe» Браян Мей грає не на звичній «Red Special».

## Учасники запису
Queen
- Фредді Мерк'юрі – головний вокал (всі треки), бек-вокал (1-6, 9), клавішні (2, 4, 5, 9), семплер (1, 4, 5)
- Браян Мей – електрогітара (всі, крім 3), бек-вокал (5, 6, 9), синтезатор (1, 6), семплер (1), головний вокал (6)
- Роджер Тейлор – ударні (всі, крім 3), бек-вокал (2, 5, 6, 9), драм-машина (2, 6, 8), синтезатор (2)
- Джон Дікон – бас-гітара (всі, крім 6), електрогітара (4, 5, 8), синтезатор (3, 4), семплер (3, 4), драм-машина (3, 4)

Додатковий персонал
- Спайк Едні – клавішні (5, 8)
- Джоан Арматрейдінг – випадковий вокал (8)
- Стів Грегорі – саксофон-альт (3)
- Лінтон Нейфф – аранжування і диригування струнною секцією (3)
- Національний філармонічний оркестр – аранжування під керівництвом Майкла Кеймена і Браяна Мея, диригування Кеймена (6)
- Роджер Чейссон – оформлення обкладинки

## Чарти і сертифікації
| Чарт (1986)                                      | Позиція |
| ------------------------------------------------ | ------- |
| Австралія (Kent Music Report)                    | 12      |
| Австрія (Австрійський чарт альбомів)             | 3       |
| Канада (RPM)                                     | 50      |
| Нідерланди (MegaCharts)                          | 2       |
| Франція (SNEP)                                   | 6       |
| Італія (Італійський чарт альбомів)               | 13      |
| Японія (Oricon)                                  | 25      |
| Нова Зеландія (Official New Zealand Music Chart) | 9       |
| Норвегія (VG-lista)                              | 5       |
| Швеція (Sverigetopplistan)                       | 9       |
| Швейцарія (Швейцарський чарт альбомів)           | 4       |
| Велика Британія (UK Albums Chart)                | 1       |
| США (Billboard 200)                              | 46      |
| Німеччина (Media Control Charts)                 | 4       |

| Чарт (1986)                            | Позиція |
| -------------------------------------- | ------- |
| Австралія (Kent Music Report)          | 68      |
| Австрія (Австрійський чарт альбомів)   | 16      |
| Італія (Італійський чарт альбомів)     | 62      |
| Швейцарія (Швейцарський чарт альбомів) | 18      |
| Велика Британія (UK Albums Chart)      | 8       |

### Сертифікації
| Країна                                                  | Сертифікація | Продано  |
| ------------------------------------------------------- | ------------ | -------- |
| Австрія (IFPI)                                          | Платина      | 50,000*  |
| Франція (SNEP)                                          | Золото       | 206,000  |
| Німеччина (BVMI)                                        | 3хЗолото     | 750,000^ |
| Польща (ZPAV) перевидання лейблу Agora SA 2008 року     | 6×Платина    | 120,000* |
| Іспанія (PROMUSICAE)                                    | Платина      | 100,000^ |
| Швейцарія (IFPI)                                        | 2хПлатина    | 100,000^ |
| Велика Британія (BPI)                                   | 2хПлатина    | 600,000^ |
| США (RIAA)                                              | Золото       | 500,000^ |
| * Дані про продажі, засновані тільки на сертифікації    |              |          |
| ^ Дані про постачання, засновані тільки на сертифікації |              |          |